# 올드미스 다이어리 극장판
"올드 미스 다이어리"(Old Miss Diary)은 2006년 12월 20일에 개봉한 대한민국의 영화이다. 동명의 한국방송공사의 올드 미스 다이어리 TV시트콤을 영화화했다.

## 줄거리
최미자. 그녀는 서른 두살이란 나이에도 불구하고 푼수끼로 따지자면 완전 국가대표급이다. 그런 그녀의 푼수끼는 뿌리가 깊을 수밖에 없는 것이, 그녀에겐 아무도 막을 수 없는 푼수끼로 중무장한 엉뚱하고 든든한(?) 가족이 있기 때문이다. 할머니 트리오, 홀아버지, 노총각 외삼촌…대책없는 성격에 짧은 기럭지라는 공통점을 가진 이들이 다채로운 삽질까지 일삼으니, 당최 집안이 조용할 날이 없다.
그러던 어느 날, 사건이 발생한다. 그것은 바로 미자가 성우로 일하는 방송국에서 싸가지도 기럭지도 지존인 꽃미남 지PD에게 지대로 꽂혀 버린 것! 그 사실을 알게 된 그녀의 가족들은 이번 기회에 집안 종자개량을 하겠다는 희망에 부풀어 오르고, 바야흐로 삽질가족의 꽃미남 쟁취기는 시작된다. 어디로 튈지 모르는 그들이 벌이는 무모한 도전, 이번에는 성공할 수 있을까?

## 등장 인물

### 주요 인물
- 예지원 - 미자 역
- 지현우 - 현우 역
- 김영옥 - 영옥 역
- 서승현 - 승현 역
- 김혜옥 - 혜옥 역
- 우현 - 우현 역
- 임현식 - 부록 역

### 그 외
- 조연우 - 박 피디 역
- 박웅 - 근덕 역
- 심남 - 신남 역
- 김영진 - 영진 역
- 이원준 - 원준 역
- 김승태 - 승태 역
- 유동균 - 동균 역
- 민지 - 민지 역
- 유미주 - 한나 역
- 신수강 - 하와이 역
- 손영순 - 팔순할머니 역
- 백성기 - 신참 역
- 홍원배 - 은행지점장 역
- 조련 - 은행여직원 역
- 권정민 - 은행남직원 역
- 유인석 - 청장 역
- 이계영 - 은행털이사내 역
- 정민성 - 형사1 역
- 최현 - 형사2 역
- 안몽식 - 형사3 역

### 우정출연
- 김지영 : 지영 역
- 오윤아 : 윤아 역
- 김정민 : 정민 역
- 장동직 : 동직 역

## 특이 사항
- 한국시트콤 최초로 영화화되어 스크린에서 개봉됨.
- 팬들의 재개봉 요청으로 인해 2008년 3월 1일 재개봉되었음.
- TV 원작에서 둘째 할머니를 맡았던 한영숙이 갑작스럽게 별세하여 대신 서승현이 분하였음.
- 예지원이 부산영화제에서 부산영화평론가협회상 여우주연상을 수상함.